# Zalduendo (ganadería)
Zalduendo es una ganadería extremeña de toros bravos que fundó Joaquín Zalduendo, con anterioridad a 1772, en Caparroso (Navarra). En 1988, el hierro fue adquirido por el ganadero Fernando Domecq Solís, quien rehízo la ganadería en la finca Moheda de Zalduendo, en Aliseda (Cáceres). En 2014 la familia Domecq vendió las reses y el hierro al empresario mexicano Alberto Baillères González, quien es su regente. No obstante, el diestro sevillano Antonio Barrera Contreras es quien actúa como representante legal.
La ganadería, inscrita en la Unión de Criadores de Toros de Lidia, tiene divisa de color encarnada y azul, señal en la oreja de las reses en punta de lanza en ambas; y su antigüedad se remonta al 14 de julio de 1817, cuando se lidió una corrida completa en la Plaza de Toros de Madrid.   

## Procedencia
El origen de la ganadería tiene lugar hacia 1722, cuando Joaquín Zalduendo forma el hierro con reses de pura casta navarra, procedentes del hierro de Lecumberri, los cuales a su vez hunden sus raíces en la histórica ganadería del marqués de Santacara. Autores como Carlos Orea sostienen que, igualmente, la ganadería pudo conformarse con la compra de toros a Tadeo Guenduláin.
El historiador Fernando García de Bedoya en su obra Historia del toreo (1850) hace constar la fama que a mediados del siglo XIX gozaba ya la ganadería de Zalduendo, de la cual hay constancia que ya lidiaba toros en la Plaza de toros Monumental de Pamplona en el año 1800: 

Estas reses son las mas chicas de las de Navarra, pero bravas como todas las de aquel pais: también esta ganadería debe su decadencia á la guerra del Norte, y hoy se organiza nuevamente. Respecto á las demás cualidades de estos toros, solo podremos decir que suelen salir algunos duros y estos se lucen siempre pero pocas veces acontece; y sin embargo se ven lidiar con gusto porque cumplen bien.
Fernando García de Bedoya

A la muerte del fundador, el hierro pasó a manos de su viuda, María Eugenia de la Pedriza, quien la regentó hasta 1849. Será en este momento cuando se hagan cargo de la ganadería sus dos hijos, Fausto Joaquín y Ramón Zalduendo. En estos años será cuando la ganadería empiece a crecer notablemente, como se ve de la compra que realizaron de cuatro nuevas fincas, procedentes de las desamortizaciones que se estaban llevando a cabo en Navarra.
En 1860, la ganadería de Zalduendo, contaba con trescientas cuarenta y dos cabezas de ganado bravo, de los cuales cincuenta y nueve eran toros cuatreños y cinqueños.
Cecilia Montoya, viuda de Fausto Zalduendo, será quien herede la ganadería a la muerte del propietario; sucediéndole, más tarde, su hijo Jacinto Zalduendo. En 1917, a la muerte de este se hará cargo de la vacada la viuda María del Carmen Miranda quien, en 1939, la venderá a Martín Amigot Sesma.
Según Bernardo Anaut, los toros de Zalduendo se caracterizaron por ser «colorados, pequeños, carifoscos, corniblancos y veletos» y «constituían el asombro de los públicos y el terror de los lidiadores».
En 1964, se hace cargo de la ganadería la sociedad jerezana Villaralto, eliminando lo anterior y renovando la ganadería con toros de sangre Domecq. En 1971, el hierro pasará a manos de Juan Villar González, quien pasará anunciar la ganadería como "Villar Vega".
En 1988, el ganadero Fernando Domecq Solís será quien compre el hierro, refrescando lo anterior con toros de procedencia Jandilla, ganadería de la que el propio Fernando había sido propietario.
En 2014, la ganadería pasará a manos del magnate mexicano Alberto Baillères González, quien compró la vacada a su anterior propietario; manteniendo todo lo anterior. 

## Toros célebres

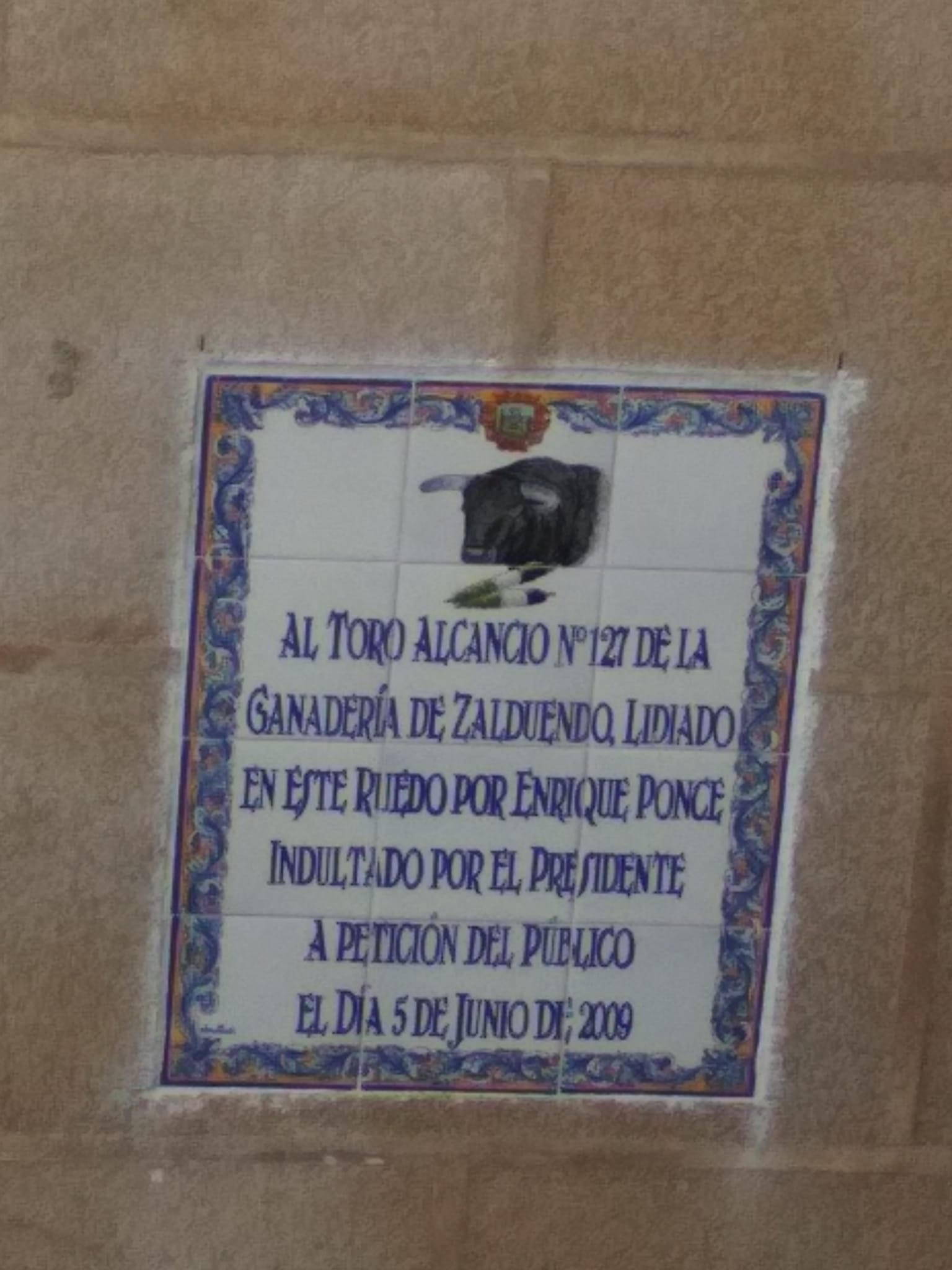
Azulejo en homenaje al toro Alcancio, que fue indultado por Enrique Ponce en Plasencia el 5 de junio de 2009.

La ganadería de Zalduendo ha sido uno de los hierros tradicionales del campo bravo, tanto desde su origen de casta navarra como, más tarde, con su recuperación por parte de la familia Domecq. 
El legendario hierro, que cumplió en 2017 doscientos años de antigüedad, cuenta en su haber con un amplio historial de toros célebres, que hablan de la casta y la bravura que han derrochado las reses herradas con la "Z". 
- Chocolatero, negro mulato, lidiado en la Plaza de toros Monumental de Pamplona el 7 de julio de 1858 por el diestro Julián Casas, El Salamanquino.[13]
- Lancero, retinto de capa, lidiado en la Plaza de toros Monumental de Pamplona el 9 de julio de 1868 por Antonio Carmona "El Gordito".
- Zarzal, n.º 70, lidiado por Francisco Rivera Ordóñez el 15 de marzo en 1997 en la Plaza de toros de Valencia. Por su juego en la plaza fue premiado como el Mejor toro de la Feria de Fallas por la Diputación de Valencia.[14]
- Jarabito, n.º 82, negro, de 579 kg, lidiado por Emilio Muñoz Vázquez el 20 de abril de 1999. Está considerado como uno de los grandes toros de la ganadería, que recibió la petición de vuelta al ruedo en el arrastre.[15]
- Cartero, n.º 83, lidiado por Enrique Ponce en la Plaza de toros de Toledo el 26 de mayo de 2002, premiado con la vuelta al ruedo.[16]
- Becado, n.º 106, negro mulato, lidiado por Enrique Ponce en la Plaza de toros de Almería el 27 de agosto de 2002, premiado con la vuelta al ruedo.
- Estero, número 9, lidiado por Sebastián Castella en la Plaza de toros de Motril el 28 de febrero de 2006; siendo premiado con el indulto.
- Desordenado, n.º 116, negro mulato, indultado por Enrique Ponce en la Plaza de toros de La Condomina el 11 de septiembre de 2006.[17]
- Insípido, n.º 19, negro, indultado por el diestro Pepín Liria en la Plaza de toros de La Condomina el 11 de septiembre de 2006.
- Alcancio, n.º 127, negro, indultado por Enrique Ponce en Plasencia el 5 de junio de 2009. Desde febrero de 2010, un azulejo en el patio de cuadrillas de la plaza placentina recuerda el indulto del toro.[18][19][20]
- Zarando, n.º 93, negro, de 500 kg, lidiado por Alberto López Simón en la plaza de toros de Istres (Francia) el 20 de junio de 2015.[21]
- Jorguín, n.º 60, negro, de 503 kg, indultado por Julián López, El Juli en la plaza de toros de Sanlúcar de Barrameda (Cádiz) el 28 de mayo de 2017.[22]
- Cítaro, n.º 129, negro de capa, de 607 kg, fue lidiado por Antonio Ferrera el 1 de junio de 2019 en la Las Ventas, al que le cortó las dos orejas después de una intensa faena.[23]